# Shinai
 (juillet 2009).
Si vous disposez d'ouvrages ou d'articles de référence ou si vous connaissez des sites web de qualité traitant du thème abordé ici, merci de compléter l'article en donnant les références utiles à sa vérifiabilité et en les liant à la section « Notes et références ».

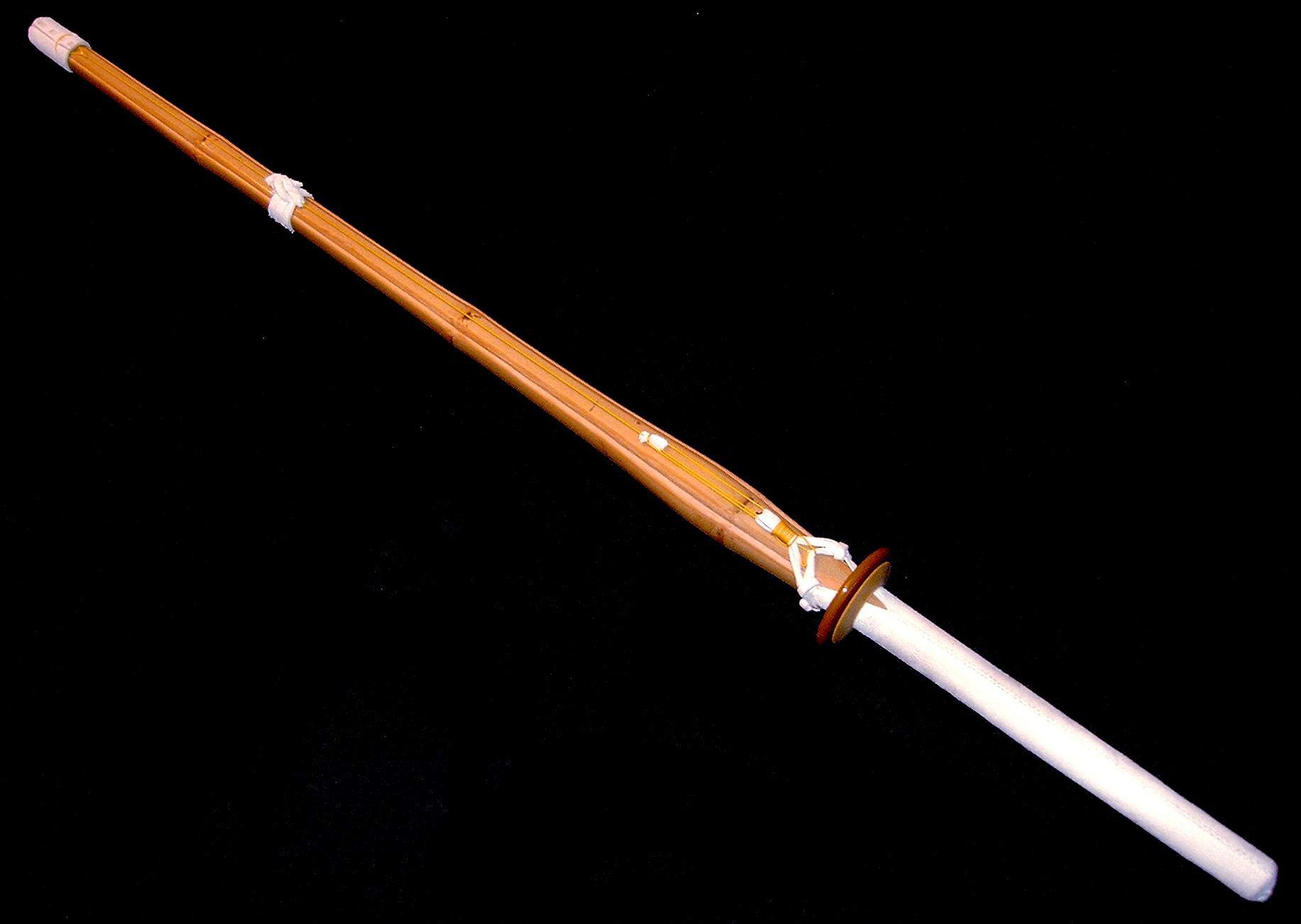
Un shinai fait de bambou.

Le shinai (竹刀) est l'arme utilisée dans la pratique du kendo. Elle est composée de quatre lames de bambou (ou de matériaux synthétiques comme des fibres de carbone) maintenues par des pièces de cuir. Elle est utilisée à l'entraînement pour sa flexibilité et sa très grande résistance aux chocs. Lors des katas, on lui préfère le bokken.

## Historique
L’apparition du shinai remonte sans doute aux environs du XVIIe siècle. Cette arme d'entraînement fut mise au point dans le but de permettre des assauts réels à l'entrainement, ce qui n'est pas possible avec le bokken, sabre de bois plein. Conjuguée avec le port du bogu, l’utilisation du shinai permet un entraînement à vitesse et à frappe réelles sans risque de dommage corporel pour les pratiquants.
L’entraînement au kenjutsu (l'ancêtre du kendo moderne) avec le shinai a toutefois mis plusieurs siècles à s’imposer dans les différentes écoles de sabre du Japon à la place de l’entraînement traditionnel par le biais des katas. De nombreuses écoles de sabre ont peu à peu reconnu que, pour appréhender vraiment l’essence du combat, il était nécessaire que les combattants s’équipent du bogu et utilisent le shinai afin de pouvoir se familiariser avec la confusion qui résulte d’un entraînement audacieux et sans retenue.

## Leshinaiclassique
Le shinai « classique » (en bambou) est composé de quatre lames de bambou (take) maintenues entre elles par deux pièces de cuir (cuir de daim), une à chaque extrémité, reliées entre elles par un cordon (tsuru).
La pièce de l'extrémité (ken-sen) du shinai représente la pointe du sabre et est appelée saki-gawa. Elle est fixée au tsuru qui, tout en maintenant solidaires les lames de take qui constituent l'arme, matérialise la partie opposée au tranchant de la lame du sabre. Le saki-gawa recouvre souvent une petite pièce en plastique appelée saki-gomu qui permet d'éviter le pincement des extrémités des lames de bambou.
La tsuka-gawa est le manchon en cuir qui sert de poignée au shinai.
Entre le saki-gawa et la tsuka, un cordon de cuir le naka-yui ou nakajime assure le maintien des lames. Il est en général situé au premier tiers de la longueur du shinai.
La tension du tsuru est assurée par un système de nœud (komono) relié à un cordon de cuir attaché au tsuka-gawa (kawa himo).
La garde est constituée d'une pièce en cuir ou en plastique ronde de 9 cm de diamètre maximum qui est souvent maintenue en place sur la tsuka au moyen d'une rondelle en cuir ou en plastique le tsuba dome.

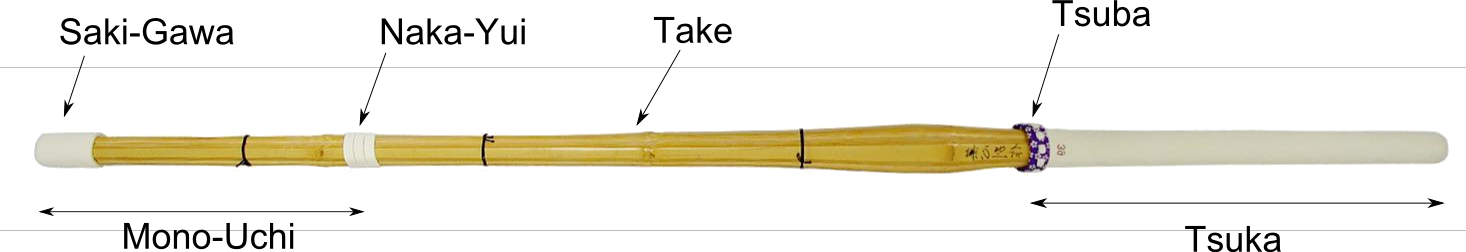
Différentes parties constituant un shinai.

## Leshinaien carbone
Jadis le shinai était exclusivement constitué par l'assemblage de lames issues d'un bambou (take) fendu en quatre dans sa longueur. Or, la pratique du kendo peut s'avérer très éprouvante pour le bambou qui s'effrite et s'abime au fur et à mesure des entraînements. La société japonaise Hasegawa a breveté un shinai fait de lames réalisées en fibres de carbone. La durée de vie du shinai en carbone est meilleure que celle du shinai traditionnel en bambou et le shinai en carbone nécessite moins d'entretien.
La Fédération de kendo du Japon (ZNKR) a homologué cette arme et l'autorise lors des compétitions et des tournois.

## Label de qualité

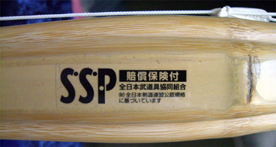
Le label SSP (Shinai Safety Promotion) garantit la qualité du shinai.

Devant la production hors du Japon de shinai à bas coût et de construction pouvant se révéler dangereuse, l'association des fabricants de matériel d'arts martiaux (Zen Nihon Budogu Kyodo Kumiai, ou All Japan Budogu Cooperative en anglais) a développé un label de qualité en collaboration avec la fédération japonaise (Zen Nihon Kendo Renmei) pour les shinai en bambou. Ce label garantit que les shinai qui le portent ont été réalisés à partir de bambous de qualité selon certaines méthodes traditionnelles. Le label, qui se présente sous la forme d'un autocollant apposé sur le shinai, porte les lettres SSP (Shinai Safety Promotion).
D'autres labels existent, tel le label SG associé à l'association japonaise pour la protection du consommateur, cependant seul le seul label sous l'égide de la fédération japonaise de kendo garantissant la qualité et la conformité des shinai pour la compétition est le label SSP.

## Dimensions dushinai
La longueur totale du shinai est exprimée en unités traditionnelles japonaises : le shaku (qui vaut environ 30,3 cm) et le sun (qui vaut environ 3,03 cm). Un shinai 39 est un shinai de 3 shaku et 9 sun soit 3 x 30,3 + 9 x 3,03 = 118,17 cm.
La longueur, le poids du shinai (mesuré sans la tsuba) et le diamètre du saki-gawa font l'objet d'une réglementation qui fixe des limites en fonction de l'âge et du sexe des pratiquants.
Dans la technique à deux sabres (nito), une réglementation particulière est appliquée.

## Entretien dushinai
Un shinai étant amené à encaisser des coups violents, il doit faire l'objet d'une grande attention avant et pendant un entrainement.
L'entretien du shinai est un élément important de l'étiquette au kendo.
Un shinai en bambou ne doit surtout pas présenter d'échardes ou de lattes fendues qui mettraient en danger son intégrité. Pour un shinai en carbone, on vérifiera que la couche extérieure n'est pas endommagée et que des fibres de carbone ne s'échappent pas.
Par ailleurs, le tsuru doit être toujours tendu afin d'éviter que le sagi-gawa se déboîte, libérant les lattes qui pourraient alors passer au travers de la grille du men du partenaire. Le naka-yui doit également toujours être serré pour maintenir les lattes ensemble. Tous les shinai ne sont pas de même qualité mais un entretien attentif accroit significativement leur durée de vie.
Pour des raisons de sûreté, les shinai font l'objet d'un contrôle systématique et obligatoire avant toutes les compétitions. Tout shinai présentant le moindre défaut ou non conforme aux normes est systématiquement écarté.

## Lutte professionnelle
Le shinai est devenu une arme populaire dans le monde de la lutte professionnelle. Il est très souvent appelé Singapore cane ou kendo stick. Il est notamment utilisé par The Sandman, Steve Blackman, Tommy Dreamer, Justin Credible et Shane McMahon.